# Colpotrochia fultoni
Colpotrochia fultoni là một loài tò vò trong họ Ichneumonidae.